# Amerikanische Kurzschwanzspitzmäuse
Die Amerikanischen Kurzschwanzspitzmäuse (Blarina) sind eine im südlichen Kanada und in den USA vorkommende Spitzmausgattung mit vier Arten:
- Die Nördliche Kurzschwanzspitzmaus (B. brevicauda) ist die größte Art. Ihr Verbreitungsgebiet reicht von Saskatchewan und Neuschottland bis Nebraska und Georgia.
- Die Südliche Kurzschwanzspitzmaus (B. carolinensis) ist die kleinste Art und bewohnt die südöstlichen USA (von Virginia bis Florida).
- Die Elliot-Kurzschwanzspitzmaus (B. hylophaga) ähnelt bis auf Details im Schädel- und Zahnbau der Südlichen Kurzschwanzspitzmaus. Sie lebt in den südlichen USA (von Nebraska und Iowa bis Texas).
- Die Everglades-Kurzschwanzspitzmaus (B. peninsulae) lebt in Florida.

## Beschreibung
Amerikanische Kurzschwanzspitzmäuse haben ein seidiges, grau gefärbtes Fell, wobei die Unterseite kaum merklich heller als die Oberseite ist. Ihr Körperbau ist robust, die Ohren sind im Fell verborgen. Ihre Schnauze ist kürzer und dicker als die anderer Spitzmausarten. Diese Tiere erreichen eine Kopfrumpflänge von acht bis elf Zentimetern und ein Gewicht von 15 bis 30 Gramm. Ihren Namen verdankt die Gattung dem kurzen, nur 1,5 bis 3 Zentimeter langen Schwanz. Amerikanische Kurzschwanzspitzmäuse gehören zu den wenigen giftigen Säugetieren: Die Speicheldrüsen sondern das giftige Enzym Blarina-Toxin ab, das vorwiegend beim Beutefang eingesetzt wird.

## Lebensweise
Diese Tiere bewohnen verschiedene Habitate, beispielsweise Buschland, Wälder, Sümpfe und Marschen, leben aber auch in der Nähe des Menschen wie in Feldern und Gärten. Im Winter ziehen sie sich manchmal in Scheunen oder Keller zurück. Es sind vorwiegend nachtaktive Tiere, die sich Nester in Erdhöhlen oder unter Baumstämmen oder Felsen bauen. Sie errichten Tunnel unter Blättern, verfaultem Pflanzenmaterial oder im Schnee und benutzen manchmal auch Baue von Wühlmäusen oder Maulwürfen. Kurzschwanzspitzmäuse sind territoriale Einzelgänger, sie markieren ihr Revier mit Duftdrüsen, die ein nach Moschus riechendes Sekret absondern.
Zu den Fressfeinden dieser Tiere zählen Schlangen, Eulen und Greifvögel, Wiesel, Füchse und Kojoten. Kurzschwanzspitzmäuse versuchen ihnen zu entgehen, indem sie sich im dichten Bodenbewuchs verbergen, außerdem benutzen sie den übelriechenden Moschusgeruch ihrer Duftdrüsen, um ihre Feinde abzuschrecken. Ihren giftigen Speichel dürften sie nur dazu verwenden, Beutetiere zu erlegen.

## Nahrung
Amerikanische Kurzschwanzspitzmäuse fressen sehr viel, Schätzungen zufolge verzehren sie täglich das Dreifache ihres Gewichtes, durch ihr Gift können sie auch Beutetiere überwältigen, die größer als sie selbst sind. Sie sind nicht wählerisch und fressen sowohl Wirbellose (Insekten, Spinnen, Tausendfüßer) als auch Wirbeltiere wie Amphibien oder Mäuse sowie Pflanzen wie beispielsweise Beeren. Diese Tiere verwenden eine Echoortung (ähnlich den Walen oder Fledermäusen). Sie geben Laute im Ultraschallbereich von sich und können anhand des Echos ihre Beute lokalisieren.

## Fortpflanzung
Die Fortpflanzungszeit reicht von März bis September, das Weibchen kann bis zu drei Würfe im Jahr austragen. Nach rund dreiwöchiger Tragzeit kommen durchschnittlich fünf bis sieben (maximal bis zu zehn) Jungtiere zur Welt. Diese sind zunächst nackt und blind und wachsen in einem Nest auf. Schon mit rund drei Wochen verlassen sie dieses und werden kurz danach (mit rund 25 Tagen) entwöhnt. Die Geschlechtsreife tritt im Alter von sechs bis zwölf Wochen ein. Die Lebenserwartung dieser Tiere beträgt höchstens drei Jahre, ist aber meistens kürzer.

## Bedrohung
Einerseits gelten Kurzschwanzspitzmäuse als Plage, da sie sich im Winter in Häuser verkriechen und dort ihren üblen Gestank absondern. Außerdem wird ihr giftiger Biss gefürchtet, obwohl er nicht tödlich ist, sondern nur zu mehrtägigen schmerzhaften Schwellungen führt. Berichte über Bisse sind allerdings selten. Andererseits verzehren sie eine große Zahl von Insekten und kleinen Wirbeltieren. Die größte Gefahr für sie dürfte von der Landwirtschaft ausgehen, die einen Teil ihres Lebensraumes zerstört. Allerdings gelten alle Arten als weitverbreitet und sind nicht bedroht.